# 上海迪士尼度假區
上海迪士尼度假區（英語：Shanghai Disney Resort）是一座位于中華人民共和国上海市浦东新区川沙新鎮的大型迪士尼度假區。是中國大陸的第一座迪士尼度假区。其包括已完成的佔地91公頃的世界最大的經典神奇王國型主題樂園——上海迪士尼樂園，以及迪士尼小鎮、星愿公园、光明生态园、兩間共提供1,220間房間的主題酒店（上海迪士尼樂園酒店和玩具總動員酒店）、佔地14.6公頃的零售餐飲娛樂區、及公交車的停車場等配套設施。
上海迪士尼度假區是世界第6座、亞洲第3座、中国第2座迪士尼樂園度假區，其面積在世界迪士尼度假區中位列第三，与北京环球度假区和华侨城及其旗下上海欢乐谷互为竞争关系。

## 歷史
- 2005年，迪士尼開始考慮會於2008年興建一個稱為「上海迪士尼樂園」的主題樂園，於2012年興建完成。根據香港國際主題公園有限公司行政總裁安明智向傳媒表示，暫時無計劃建設上海迪士尼度假區。
- 2007年12月5日，中評社報道，上海迪士尼度假區可能將會於2010年世博會後開工建設，投資金額為400億元[3]。
- 2008年3月7日，《明報》報道，上海申請興建迪士尼的首選地址為浦東[4]。
- 2009年11月1日：時任上海市市長韓正出席第21屆上海市市長國際企業家諮詢會期間，就媒體提問時表示：「上海市政府會在近期專門召開一個新聞發佈會，發佈最新的情況和回答大家的問題。」有指上海樂園項目於2009年10月獲批，但是因為上海市政府作風低調，加上雙方尚有合作細節需要微調，以及需要更改4個條例，故此需要等待至完全確定後方才公佈。而美國總統巴拉克·歐巴馬於11月15日至18日訪華，期間將會參觀訪問上海，並且見證建園計劃。
- 2009年11月4日上午8时30分，上海市政府新闻办公室授权宣布：上海迪士尼项目申请报告已經获国家有关部门核准，预计总投资244亿元人民币。
- 2009年11月23日，中国国家发展改革委员会在官方网站公告，正式批复核准上海迪士尼乐园项目。具体为由S1上海迎宾高速、S2上海沪芦高速、周祝公路及南六公路所组成的范围内，涉及川沙新镇的赵行、棋杆、金家、学桥四村，最早于2014年开园[5][6][7][8]。
- 2010年11月5日，华特迪士尼公司与上海申迪集团签署上海迪士尼乐园项目合作协议，双方就具体合作事项达成共识，标志着上海迪士尼项目正式启动。[9]
- 2011年4月8日，上海迪士尼乐园一切就緒，正式动土，预计興建時間為4年左右。
- 2012年1月31日，媒體報道，樂園將有6大主題區。
- 2013年3月7日，上海迪士尼度假區管理公司在股東大會上，首次發布上海迪士尼度假區的整體概念圖，包括主題樂園中央佔地11公頃的綠草地及為全球最高、樓高4層的奇幻童話城堡（Enchanted Storybook Castle）等景點[10]。華特迪士尼主席兼任行政總裁羅伯特·艾格表示，上海迪士尼度假區具有中國特色，同時為最正宗的迪士尼度假區。首次曝光的4張設計圖展示以神奇王國（Magic Kingdom）為藍圖的上海迪士尼度假區，捨棄每座迪士尼樂園必備的美國小鎮大街，而在樂園中間建設佔地11公頃的花園，巡遊隊伍將會在此表演[11]。
- 2013年10月17日，上海迪士尼樂園首根18米高的鋼柱安裝完畢，地上建築的施工正式啟動[12]。
- 2014年4月29日，上海申迪集團擁有上海迪士尼樂園57%股權，迪士尼擁有43%股權。此番增資後，上述兩家股東對上海迪士尼樂園的投資總額增8億美元，至約55億美元，增資幅度17%。迪士尼方面稱，股東將按所持股份比例分擔新增投資，擴大投資不會產生第三方債務。
- 2016年4月26日，迪士尼小镇和星愿公园于当日起对公众开放，商铺于5月7日试运营[13]；5月7日，上海迪士尼乐园进入内部运营测试阶段，且仅对迪士尼演职人员及家属和相关受邀人员开放[14]，5月下旬启动试运行[15]。
- 2016年6月16日，上海迪士尼樂園由國務院副總理汪洋、中共上海市委書記韓正以及華特迪士尼公司董事長兼首席執行官羅伯特·艾格剪綵後正式開園迎賓。中國國家主席習近平和美國總統奧巴馬在開幕儀式上分別致上賀詞和賀信。
- 2018年4月26日，上海迪士尼樂園的『迪士尼·皮克斯-玩具總動園』區正式開幕。
- 2019年1月23日，迪士尼中国发布上海迪士尼度假区全新扩建项目。度假区计划在乐园内建造其第八个主题园区，该园区将以疯狂动物城为背景。
- 2020年1月25日，上海迪士尼度假區因新型冠状病毒引发的肺炎疫情（COVID-19）暫時關閉上海迪士尼樂園、迪士尼小鎮（包括華特迪士尼大劇院）和星願公園[16]。直到3月9日部分商鋪才恢復營運[17]，但上海迪士尼樂園直至5月11日才重啟，恢复运营初期实行限流、提前购票及预约入园机制[18][19][20]。
- 2023年6月30日起，游客不得携带野营车、儿童野营推车、手推车、带轮子的运送工具等进入上海迪士尼度假区境內的上海迪士尼樂園和迪士尼小镇[21]。

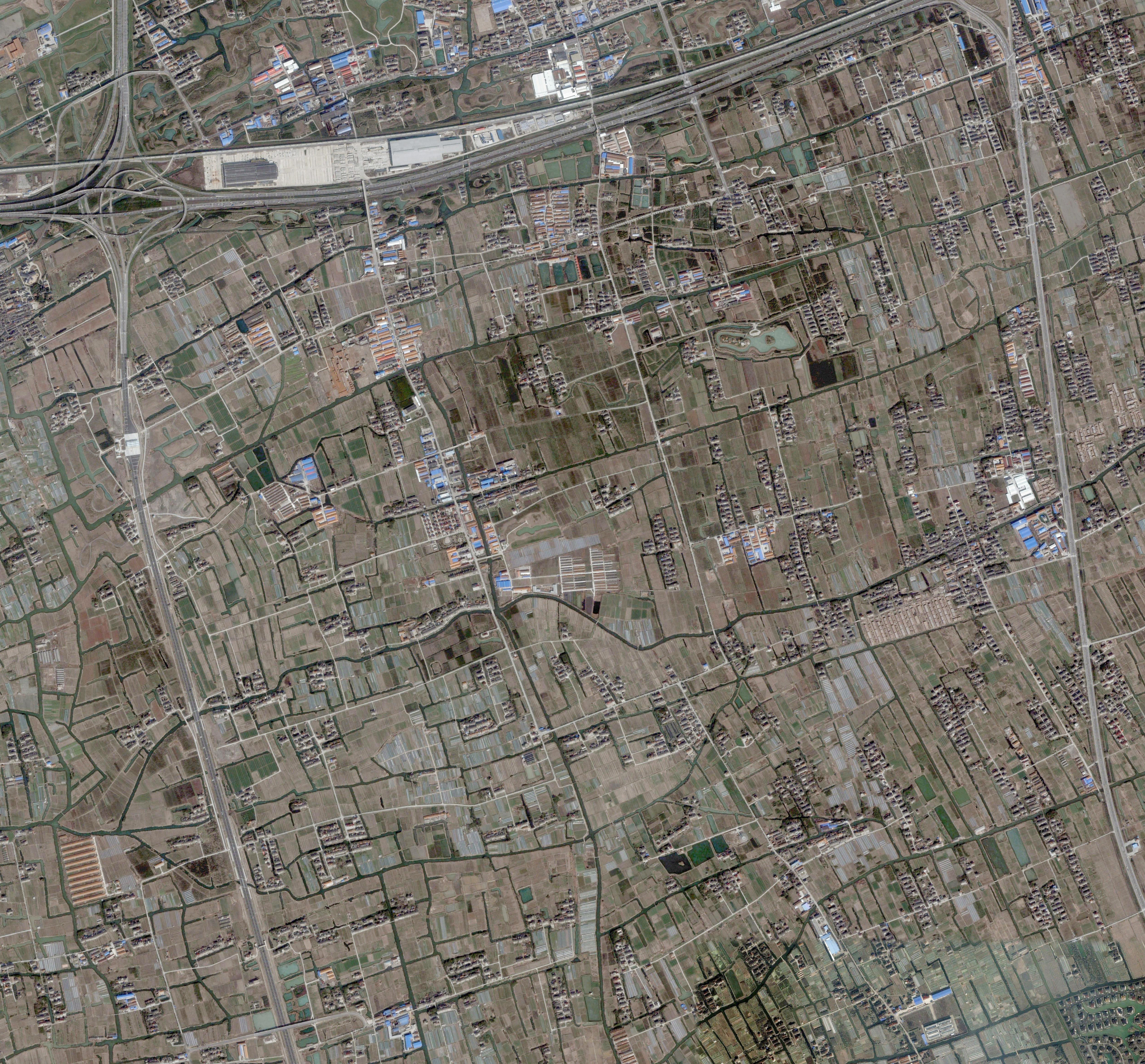
2007年度假区建成前的卫星影像，即2009年确定选址于迎宾高速以南与沪芦高速以东的区域
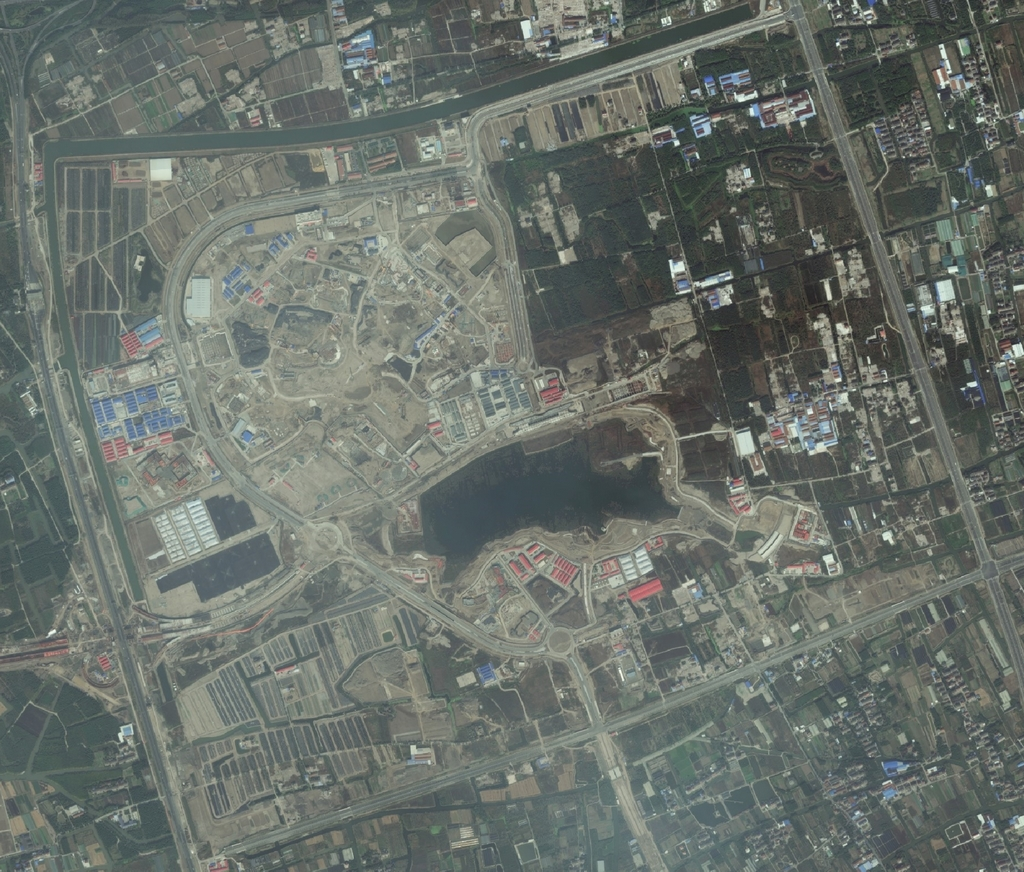
2015年8月的上海迪士尼度假區俯瞰
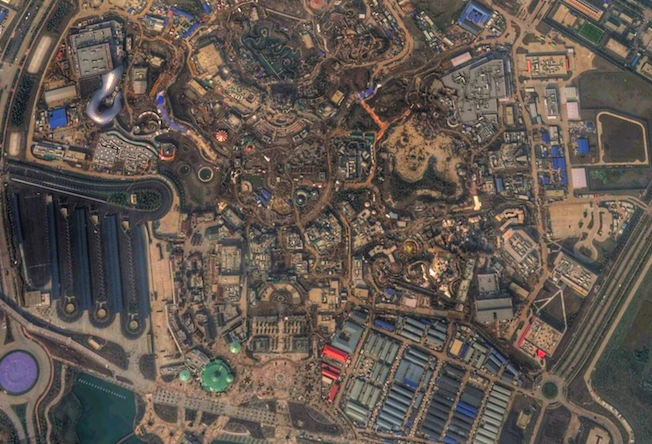
2016年2月的上海迪士尼度假區俯瞰
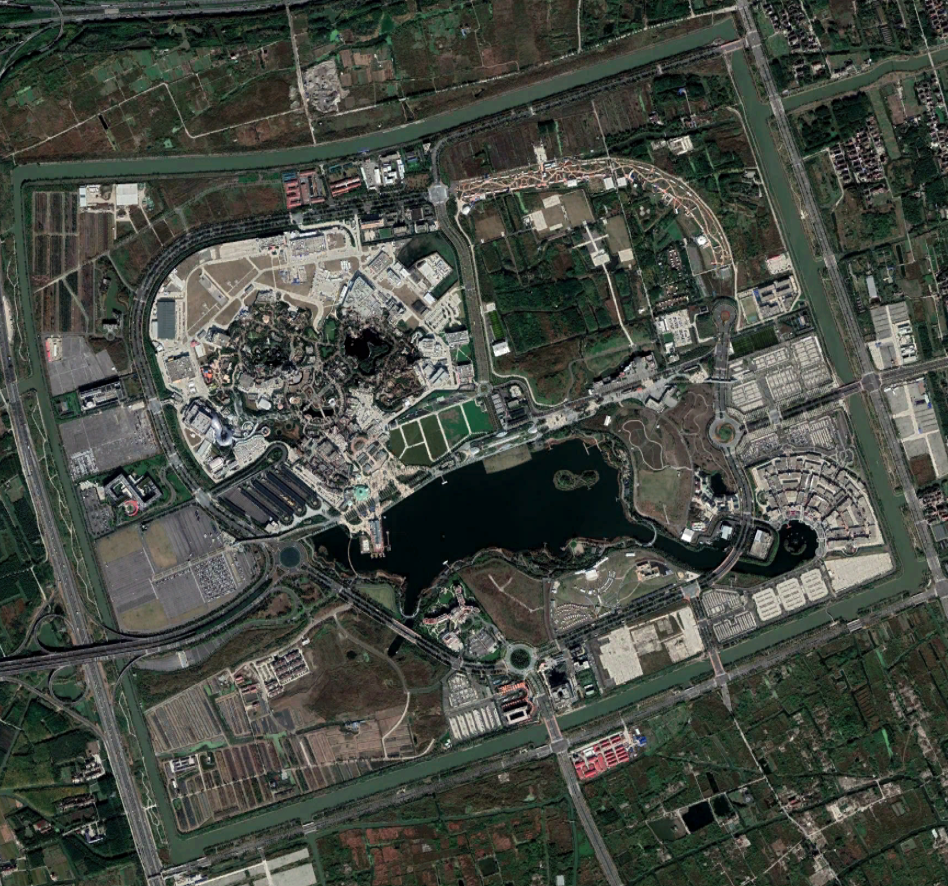
2018年11月的上海迪士尼度假区俯瞰

## 度假區組成

### 主題公園
- 上海迪士尼樂園[22][23][24][25]

### 度假區設施
- 上海迪士尼小镇[26]
- 星愿公園
- 上海迪士尼乐园酒店
- 玩具总动员酒店

- 上海迪士尼樂園奇幻童话城堡
- 上海迪士尼樂園主入口
- 上海迪士尼乐园入口处的米老鼠雕塑喷泉
- 星愿公园及星愿湖
- 迪士尼小镇小镇市集
- 迪士尼世界商店
- 號稱全球最大乐高玩具旗舰店
- 迪士尼小镇湖畔
- 上海迪士尼乐园酒店
- 上海迪士尼乐园酒店大堂
- 玩具总动员酒店
- 玩具总动员酒店内的巴斯光年雕塑
- 阳光大道上的盲人触摸地图
- 迪士尼涂装的11号线列车
- 迪士尼涂装的11A01型列车驶入罗山路站
- 中国东方航空的一架空中客车A330-343于2016年4月喷涂为上海迪士尼主题彩绘机，并于同月26日首飞[27]

### 交通設施
- 地铁：上海轨道交通11号线迪士尼站已经于2016年4月26日10时起实现载客试运营[28]，位于度假区外东北侧的机场联络线上海国际旅游度假区站亦于2024年12月27日起运营，建设中的21号线亦途径迪士尼站。
- 公交：开园初期，浦东金高公交公司将负责上海迪士尼度假區内3条接驳巴士（度假区1路、度假区2路和度假区3路）的运营，其中度假区2路和度假区3路于4月26日起试运营，线路均与迪士尼站衔接[29]；另外，连接浦东南部地区的浦东51路、浦东52路，也于4月26日开通试运营[30]。连接浦东机场、虹桥机场的机场一线B线也将进入开通阶段[31]。此外，园区内酒店亦有往返于乐园的免费穿梭巴士，但需要出示酒店房卡。6月1日起，上海国际旅游度假区快线1号线、5号线、6号线三条线路正式开通；快线2、3、4、7号线也将于6月10日左右陆续开通[32]。其后，随着公交线路的多次调整，目前运营中的公交线路包括度假区1、2路、浦东40、50、51、52、70路及南南线，而原来的度假区快线则已停止运营，机场一线B线最终未予开通。
- 高架：为上海迪士尼度假區服务，连接中环高架路与沪芦高速（S2）公路的上海国际度假区高架路（简称度假区高架路）于4月26日通车[33]。
- 停车场：上海迪士尼度假區共有七个停车场，设10688个停车位，其中P1—P6停车场收费均为每小时10元（P1-P4停车场每天封顶80元），官方停车场收费为100元一次（天）[34]。

### 交通管制
- 危化品运输车在迪士尼乐园周围3公里为禁行区域。

- 上海轨道交通11号线迪士尼站
- 上海轨道交通机场联络线上海国际旅游度假区站
- 上海迪士尼度假区穿梭巴士

## 争议

### 定价机制
2016年5月，上海迪士尼度假區的乐园内部测试启动一周多以来，不少民众认为上海迪士尼乐园内部的餐饮和纪念品的价格昂贵，其中小笼包每只人民币6元，牛肉汉堡包每个80元，属于中高收入群体和白领可接受的中高端价位，但对于广大的中低收入群体几乎遥不可及。有不确切统计称，一个三口之家自北京高铁往返上海迪士尼两日（包含北京和上海间往返高铁和在上海的所有基本费用）大约需要人民币8,500元，是北京市城镇居民（按2015年算）2-3个月的人均可支配收入。对此，度假区回应中国官方通讯社新华社记者称，迪士尼乐园的定价机制既借鉴了全球行业经验，同时也考虑到了中国市场需求，同时，迪士尼将始终认真收集和听取游客意见和建议。而上海财经大学旅游管理系主任何建民表示，企业定价是市场行为，它也需要遵循消费者权益保护法及合同法的精神。